# Флаг Советско-Гаванского района
Флаг муниципального образования «Сове́тско-Гава́нский муниципальный район Хабаровского края» Российской Федерации — опознавательно-правовой знак, служащий официальным символом муниципального образования.
Флаг утверждён 28 апреля 2007 года и внесён в Государственный геральдический регистр Российской Федерации с присвоением регистрационного номера 3324.
24 февраля 2009 года, решением Собрания депутатов Советско-Гаванского муниципального района № 24, было утверждено положение о флаге муниципального образования «Советско-Гаванский муниципальный район Хабаровского края».

## Описание
«Флаг Советско-Гаванского муниципального района представляет собой прямоугольное голубое полотнище с отношением ширины к длине 2:3, несущее посередине жёлтое изображение солнца, перекрытое белыми полосами (в 1/4 ширины полотнища): горизонтальной от древка до середины и расходящимися от середины к углам свободного края; поверх белых полос в середине полотнища — красное изображение парусника, плывущего к древку».

## Символика
Флаг составлен по правилам и соответствующим традициям вексиллологии, и отражает исторические, культурные, социально-экономические, национальные и иные местные традиции.
Вилообразный крест на флаге муниципального района аллегорически отражает:
 — впадение реки Коппи (вертикальное плечо), пересекающей весь район, в Татарский пролив (два расходящихся плеча креста);
 — три вида транспорта района: железнодорожный (с выходом на БАМ), автодорожный, связывающий район с краевым центром (автодорога Советская Гавань—Ванино—Лидога), и воздушный, связывающий район со всей страной и зарубежьем.
Символика трёхмачтового корабля с алыми парусами (символический образ легендарного фрегата «Паллада») многозначна:
 — символ морского транспорта;
 — символ романтики освоения богатств Дальнего Востока;
 — символ сбывшихся надежд.
 — символ связи района со своим административным центром (на флаге города — также парусник).
Золотое солнце — символ созидающей силы, указывает на географическое положение района, как одного из самых восточных в стране, встречающих солнце одним из первых.
Голубой цвет символ возвышенных устремлений, искренности, преданности, возрождения.
Белый цвет (серебро) — символ чистоты, открытости, божественной мудрости, примирения.
Жёлтый цвет (золото) — символ высшей ценности, величия, великодушия, богатства, урожая.
Красный цвет — символ мужества, жизнеутверждающей силы и красоты, праздника.